# Zaplecze (anatomia)

Robotnica mrówki. Zaplecze oznaczone liczbą 14

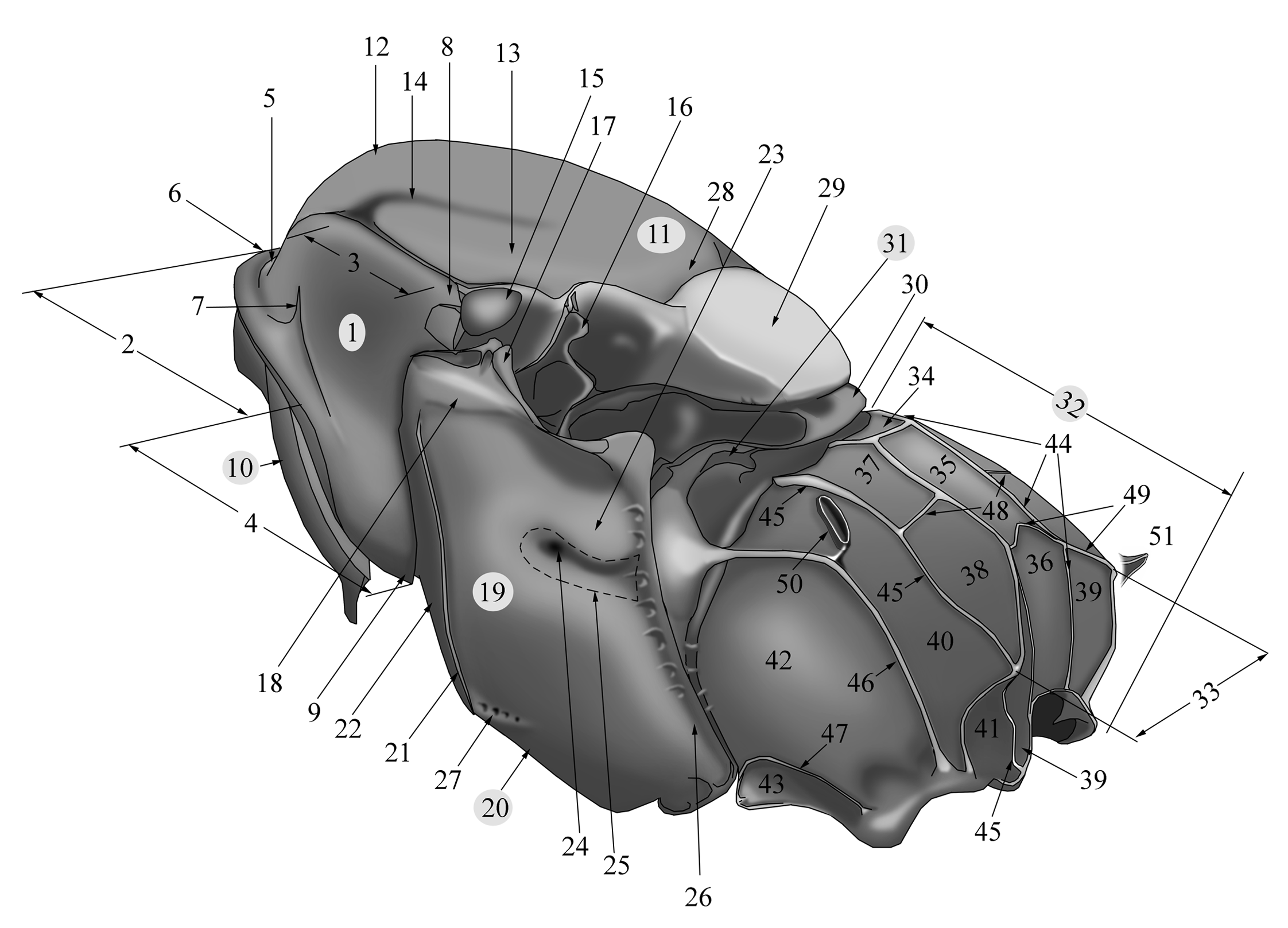
Tułów błonkówki z rodziny grzebaczowatych. Wyrostek na tylnej krawędzi zaplecza oznaczony liczbą 31 (pozostała część zaplecza niewidoczna)

Zaplecze (łac. metanotum, metatergum) – grzbietowa część (tergum) trzeciego segmentu tułowia (czyli zatułowia) u przedstawicieli sześcionogów. Poprzedzona jest śródpleczem, a za nią występuje tergum pierwszego segmentu odwłoka. U owadów uskrzydlonych wchodzi wraz ze śródpleczem w skład alinotum; u mrówkowatych określa się je wraz z pozatułowiem jako epinotum. U owadów uskrzydlonych szwy rzekome często dzielą zaplecze na przednią przedtarczę, środkową tarczę i położoną za nią tarczkę.
W pierwotnym planie budowy zaplecze stanowi prostej budowy płytkę (tergit). Powstaje ona w wyniku sklerotyzacji grzbietowej strony (łac. notum, dorsum) zatułowia i błony międzysegmentalnej przed nią. Wąska, zachodząca na poprzedni segment część przednia zaplecza, zwana akrotergitem, oddzielona jest od jego pozostałej części fałdem, który o strony zewnętrznej stanowi szew antekostalny, a po stronie wewnętrznej antekostę, służącą za miejsce przyczepu podłużnych mięśni grzbietu. Taka pierwotna budowa zaplecza zachowuje się u pierwogonków, widłogonków, przerzutek, rybików oraz larw wielu owadów uskrzydlonych, zarówno tych o przeobrażeniu niezupełnym jak i skrytoskrzydłych.
U pozostałych form, zwłaszcza u imagines owadów uskrzydlonych śródplecze ulega rozmaitym, często silnym modyfikacjom. U owadów uskrzydlonych śródtułów wraz z zatułowiem formuje skrzydłotułów, którego grzbietowa strona utworzona przez śródplecze i zaplecze nosi nazwę alinotum. By umożliwić ruch skrzydeł alinotum musi nie tylko stanowić punkt przyczepu rozbudowanych mięśni, ale także mieć możliwość wyginania się w kierunku grzbietowo-brzusznym oraz umożliwiać zawiasowe połączenie skrzydeł. Akrotergit zaplecza scala się z tylną częścią śródplecza, formując jego zatarczę (łac. mesopostnotum, mesophragmanotum), której to antekosty wykształcają płytkowate mezofragmy (łac. mesophragmata). Z kolei tył zaplecza scala się z akrotergitem pierwszego tergum odwłoka tworząc zatarczę zatułowia, której to antekosty wykształcają metafragmy (łac. metaphragmata). Owe fragmy służą za punkty przyczepu mięśni. Opisana sytuacja zachowana jest u owadów używających obu par skrzydeł do lotu. Jeśli używane są tylko skrzydła pierwszej pary to zatarcza zaplecza, a nawet całe zaplecze (jak to ma miejsce u muchówek) ulega zanikowi. Innymi punktami przyczepu mięśni są listwy, którym od zewnątrz odpowiadają szwy rzekome. Typowo są to szew preskutalny (łac. sutura praescutalis), oddzielający przedtarczę zatułowia (łac. metapraescutum) od jego tarczy (łac. metascutum) oraz szew skutalny (łac. sutura scutoscutellaris) dzielący ową tarczę od położonej za nią tarczki (łac. metascutellum). Szwy te podlegają jednak modyfikacjom, redukcji czy zanikowi; pojawiać mogą się też inne szwy.
Tylna para skrzydeł osadzona jest przy tarczowo-tarczkowych (alarnych) krawędziach zaplecza, a jej struny aksillarne płynnie przechodzą w tylne podgięcia jego tarczki. Na owych krawędziach znajdują się dwie pary, a rzadziej jedna para notalnych wyrostków skrzydłowych (ang. notal wing processes), podtrzymujących skleryty aksillarne i odpowiadających tym samym za stawowe połączenie skrzydeł z zapleczem. U części błonkówek przednie wyrostki skrzydłowe osadzone są oddzielonych od zaplecza przednio-bocznych płytkach barkowych.
U samców niektórych karaczanów i prostoskrzydłych na zapleczu znajdują się ujścia gruczołów, których wydzielina zawiera feromony.